# Dendrit
För andra betydelser, se Dendrit (olika betydelser).
Dendrit är en av huvuddelarna av en nervcell. Dendriten, som är ett utskott från cellkroppen, bildar synaptiska förbindelser med andra nerver. Dendriten tar emot information från andra nervceller och skickar det till cellkroppen som i sin tur skickar iväg en elektrisk impuls genom axonet till andra nervceller. Namnet dendrit kan härledas till det grekiska ordet för träd.

## Dendritens funktion
Dendriterna utgör, tillsammans med axonet, nervcellens informationskanaler. Neuroner kan ha upp emot 20 inåtgående informationskanaler, dendriter, och en utåtgående informationskanal, axonet. Varje axon och varje dendrit kan bilda synaptiska kopplingar mot ett stort antal andra omgivande celler, och på så sätt kommunicera med dessa celler. Neuronet kan bilda synapser över hela cellen, såväl längst ut i axonterminalen, som längs axonet, på cellkroppen och längs dendriterna ända ut i dendrittaggarna. Även om dendriterna i huvudsak leder information in mot cellkroppen, har man sett att cellen även kan skicka information direkt via dendriterna, genom så kallade dendrodendritiska synapser.
Man kallar den skickande cellens anslutning mot synapsen för en presynaptisk terminal, och den mottagande cellens anslutning för en postsynaptisk terminal. Man anser att de flesta dendritsynapserna är så kallade excitatoriska synapser, det vill säga synapser i vilka den lokala informationsöverföringen ökar, i motsats till de så kallade inhibitoriska synapserna, i vilka informationsöverföringen istället bromsas.
Forskning under de senaste åren tyder på att dendriterna, utöver att förmedla information, även har ytterligare en viktig funktion. Man tror att dendriterna även har en viktig funktion i inlärningsprocesser och i formandet av minnen. Dendriternas funktion innebär att de modifierar informationssignalerna genom en komplex biokemisk process, och på så sätt får en bestämmande roll i minnesprocessen.

## Utseende
Olika celler har olika funktion och man tror att dendriterna därför skiljer sig åt utseendemässigt. En känselcell kan ha dendriter som sitter kopplade direkt med axonen. Detta innebär att signaler kan överföras snabbare i en känselcell, eftersom de inte behöver passera genom cellkroppen. En interneuron kan ha många dendriter som förgrenar sig kraftigt.
Dendriten utgörs dels av ett yttre lager, det så kallade cellmembranet. Inuti dendriten finns en vätska, cytoplasma, som består av vatten och däri upplösta substanser så som olika salter. 
Man uppskattar att dendriten som mest blir upp emot ett par millimeter lång. Utseendemässigt skulle dendriten kunna liknas vid ett träd som växer ut från cellkroppen. Dendriten, som kan liknas vid en stam, kan ha utskott som liknar grenar, och varje sådant utskott kan ha så kallade dendrittaggar som kan liknas vid kvistar. Dendrittaggarna kan även sitta direkt på dendritstammen. Genom att dendriten kan förgrenas på det här viset ökar cellens kontaktyta mot andra celler.
Den amerikanske hjärnforskaren Arnold Scheibel och hans kollegor har gjort ett antal studier av dendriternas struktur. Scheibel har bland annat studerat pyramidcellers dendriter i vänster hjärnhalva i området för Brocas område och motor cortex. När han jämförde dessa med motsvarande områden på höger sida, fann Scheibel att dendriterna skiljde sig åt utseendemässigt. Han hittade betydligt fler dendriter på vänster sida än på höger sida i fem av de sex hjärnor som studerades. Det lilla urvalet gör att man bör förhålla sig kritisk till några generaliserande slutsatser av Scheibels fynd. En intressant detalj i sammanhanget är dock att de fem hjärnor som hade fler dendriter på vänster sida hörde till högerhänta personer, och den hjärna som hade färre dendriter på vänster sida hörde till en vänsterhänt person. 
Schneibel och kollegan Bob Jacobs studerade även sambandet mellan dendritstrukturen och komplexiteten i den funktion som neuronet hörde till. Man jämförde bland annat neuroner som kopplade till ett finger och neuroner som kopplade till bålens känsel. Studierna föreföll visa att dendritstrukturen var mer komplex i de områden som ansvarade för mer komplexa funktioner, exempelvis i fingret. När man beskriver neuroners struktur måste man hålla i åtanke att det är svårt att studera de neuronala strukturerna, bland annat beroende på att det finns så många neuroner i hjärnan.

## Elektrisk spänning
Genom att vätskorna som finns innanför och utanför cellmembranet har olika mättnad av ämnen, skapas en elektrisk spänning mellan utsidan och insidan av dendriten. Den elektriska spänningen regleras genom att ämnen passerar in och ut genom cellmembranet. Om den elektriska spänningen ökar över en viss tröskeleffekt fungerar detta som en knuff som trycker på informationsöverföringen i dendriten. Proteiner på dendritens cellmembran fungerar som ett slags dörrvakter som reglerar vilka ämnen som får passera in och ut från dendriten vid olika tidpunkter. Dessa proteiner ser ut på olika sätt beroende på vilken funktion de har.  Vissa proteiner, så som jonkanaler, är öppna åt båda hållen och släpper både in och ut ämnen genom membranet. Andra proteiner, så som jonkanaler med portar, kan öppna och stänga genomsläppligheten åt något håll. De så kallade jonpumparna är ett protein som genom att ändra form kan transportera ämnen genom membranet.

## Utveckling
Dendriter utvecklas redan under fostertiden. Man tror att dendriterna börjar utvecklas i samband med att neuroner migrerar ut från ventrikelområdet där neuronerna bildats till det område i hjärnan som är slutdestinationen för neuronet. Dendriter fortsätter att utvecklas även efter att barnet är fött, och tillväxten fortsätter under hela livet. Till skillnad från axoner, som växer med en hastighet av någon millimeter per dygn, växer dendriten betydligt långsammare. Att dendriterna växer långsammare än axonen, innebär att axonen på den presynaptiska sidan av en synaps kan närma sig en cell som ännu inte har byggt färdigt dendriten. Detta, tror man, får som konsekvens att axonet på så vis påverkar färdigställandet av dendriten, så att dendriten kan få ett utseende som är anpassat till axonet.

## Förändring av strukturen
Man tror att den yttre levnadsmiljön påverkar tillväxten av dendriter. I en genomförd studie av råttor kunde man se att en mer stimulerande yttre miljö stod i positiv korrelation med längden på pyramidcellsdendriterna i cortex, för såväl unga som gamla råttor. En intressant iakttagelse var att dendrittätheten föreföll minska hos yngre råttor och öka hos äldre.
En annan förekommande hypotes är att erfarenheter påverkar dendriternas struktur i alla regioner. Forskaren Bob Jacobs är en av dem som har forskat på området, och hans hypotes är att livserfarenheter, så som en persons yrke, skulle kunna påverka hur dendriterna utvecklas. I tester som Jacobs har genomfört har man bland annat kunnat se att personer som i sitt arbete uppnått stor fingerfärdighet, exempelvis genom att arbeta mycket med maskinskrivning, hade särskilt stora skillnader mellan neuronerna som kopplade till bålen respektive för fingret, vilket indikerar att fingerneuronerna utvecklats mer än neuronerna för bålen. Man kunde även se att personer vars yrke inte krävt någon sådan färdighet i fingrarna inte hade lika stora neuronala skillnader. Dendriterna förefaller kunna förändras av kemisk, hormonell och elektrisk påverkan. Man har bland annat studerar råttors hjärnor efter att råttorna blivit tilldelade amfetamin, och kunnat se att antalet dendriter och dendrittaggar ökat i nucleus accumbens-området, som anses ha en koppling till beroende. 
Andra studier av kemisk påverkan på råttors hjärnor har visat att råtthonor vars äggstockar avlägsnats fått ett ökat antal dendriter, vilket kan tror kan ha att göra med östrogenets påverkan på neuronerna som uteblir när äggstockarna avlägsnas. Man tror att viss elektrisk påverkan kan generera nya dendrittaggar så fort som 30 minuter efter en elektrodstimulering.
Dendriter i det perifera nervsystemet kan återbildas om de skadas. Dendriter i det centrala nervsystemet däremot tror man har svårare att återbildas efter en skada. I studier av patienter med Alzheimers sjukdom har man kunnat se att dendriternas förgreningar minskat i omfattning, och man tror att detta skulle kunna vara orsaken till kortikal atrofi (förtvining av hjärnan). Man tror att dendriterna vid ett normalt åldrande ökar i antal och i längd upp till 70-årsåldern. Den förändring som man ser hos Alzheimerpatienter anses därför inte typisk för normalt åldrande.

## Studier
Att studera hjärnan i detaljnivå krävde länge att man skar den i snitt. Tidiga detaljstudier var svåra att genomföra eftersom hjärnan i dess normala tillstånd är svår att skära i snitt. Efter hand kom man på att hjärnan kunde studeras enklare om man först behandlade den med alkohol för att dra ut vätskan. Den tidiga cellforskaren Anton von Leeuwenhock (1632-1723) var en av de första att studera nervceller med ett primitivt mikroskop. År 1875 lyckades forskaren Camillo Golgi (1843-1926) att färga in celler med silvernitrat, och på så sätt kunna avbilda hela cellen med dess axon och dendriter. På 1950-talet upptäckte man hur man kunde använda en elektronmikrograf för att avbilda celler.
Andra viktiga milstolpar i möjligheten att studera dendriter utgörs av Jean Livets upptäckt från 2007 som innebar att man med hjälp av genteknik kunde färga neuron i olika färger (en så kallad brainbow) och Kwanghung Chungs upptäckt från 2013 som innebär att man på snitt av hjärnan kan rensa bort fetter, vilket gör att man kan se neuronerna tydligt avteckna sig mot en transparent bakgrund (CLARITY). Studier av dendriter kan även göras med elektronmikroskop.